# Djamila Zine
Djamila Zine (* 17. März 1997) ist eine algerische Leichtathletin, die sich auf den Sprint spezialisiert hat.

## Sportliche Laufbahn
Erste internationale Erfahrungen sammelte Djamila Zine im Jahr 2019, als sie bei der Sommer-Universiade in Neapel mit 12,42 s und 25,26 s jeweils im Vorlauf über 100 und 200 Meter ausschied und auch über 400 Meter mit 56,43 s nicht über die Vorrunde hinauskam. 2022 verpasste sie bei den Mittelmeerspielen in Oran mit 24,57 s den Finaleinzug im 200-Meter-Lauf und im Jahr darauf belegte sie bei den Panarabischen Spielen in Algier in 24,40 s den sechsten Platz und gelangte mit 54,08 s auf den fünften Platz über 400 Meter. Anschließend schied sie bei den World University Games in Chengdu mit 12,80 s und 25,72 s jeweils in der ersten Runde über 100 und 200 Meter aus und wurde im Vorlauf über 400 Meter disqualifiziert. Zudem erreichte sie mit der algerischen 4-mal-400-Meter-Staffel das Finale, wurde dort aber ebenfalls disqualifiziert.
2023 wurde Zine algerische Meisterin im 400-Meter-Lauf sowie 2022 in der 4-mal-400-Meter-Staffel.

## Persönliche Bestleistungen
- 100 Meter: 12,26 s (+0,3 m/s), 26. Juli 2019 in Algier
- 200 Meter: 24,17 s (+1,5 m/s), 26. Juli 2023 in Algier
- 400 Meter: 54,08 s, 5. Juli 2023 in Algier